# BOB ABt8
De gelede ABt-rijtuigen zijn rijtuigen voor het regionaal personenvervoer van de Zwitserse spoorwegmaatschappij Berner Oberland-Bahnen (BOB).

## Geschiedenis
In 2005 bestelde Zentralbahn drie gelede stuurstandrijtuigen van het type Spatz bij Stadler Rail. Dit was voor de Berner Oberland-Bahnen (BOB) de basis voor de uitbreiding van het personenvervoer, vooral in het winterseizoen.
De roll-out van dit type rijtuig vond in Altenrhein, de vestigingsplaats van Stadler Rail, plaats.

## Constructie en techniek
Het rijtuig is opgebouwd uit een aluminium frame met een frontdeel van GVK. Het rijtuig heeft een lagevloerdeel. De rijtuigen zijn uitgerust met een volautomatische GF-koppeling.
Zij zijn uitgerust met luchtvering. Dit rijtuig is uitgerust met een tandrad-systeem Riggenbach voor de trajectdelen met tandstaaf.

## Treindiensten
Deze rijtuigen worden door Berner Oberland-Bahnen (BOB) ingezet op het volgende traject.
- Interlaken - Lauterbrunnen
- Interlaken - Grindelwald